# Вайтвуд (Південна Дакота)
Вайтвуд (англ. Whitewood) — місто в США, в окрузі Лоуренс штату Південна Дакота. Населення — 879 осіб (2020).

## Географія
Вайтвуд розташований за координатами 44°27′42″ пн. ш. 103°38′17″ зх. д. / 44.46167° пн. ш. 103.63806° зх. д. (44.461760, -103.638097).  За даними Бюро перепису населення США в 2010 році місто мало площу 1,65 км², уся площа — суходіл.

## Демографія
Згідно з переписом 2010 року, у місті мешкало 927 осіб у 374 домогосподарствах у складі 232 родин. Густота населення становила 562 особи/км².  Було 392 помешкання (238/км²).
Расовий склад населення:
| - 91,9 % — білих - 3,7 % — корінних американців - 0,8 % — чорних або афроамериканців - 0,1 % — азіатів |

До двох чи більше рас належало 3,2 %. Частка іспаномовних становила 2,5 % від усіх жителів.
За віковим діапазоном населення розподілялося таким чином: 26,9 % — особи молодші 18 років, 59,0 % — особи у віці 18—64 років, 14,1 % — особи у віці 65 років та старші. Медіана віку мешканця становила 38,8 року. На 100 осіб жіночої статі у місті припадало 102,4 чоловіків;  на 100 жінок у віці від 18 років та старших — 99,4 чоловіків також старших 18 років.
Середній дохід на одне домашнє господарство  становив 49 262 долари США (медіана — 41 786), а середній дохід на одну сім'ю — 58 849 доларів (медіана — 52 708). Медіана доходів становила 33 333 долари для чоловіків та 25 568 доларів для жінок. За межею бідності перебувало 22,4 % осіб, у тому числі 36,3 % дітей у віці до 18 років та 8,7 % осіб у віці 65 років та старших.
Цивільне працевлаштоване населення становило 468 осіб. Основні галузі зайнятості: освіта, охорона здоров'я та соціальна допомога — 25,6 %, будівництво — 12,2 %, виробництво — 12,0 %.